# Musikjahr 1625
Liste der Musikjahre

◄◄ | ◄ | 1621 | 1622 | 1623 | 1624 | Musikjahr 1625 | 1626 | 1627 | 1628 | 1629 | ► | ►►

Weitere Ereignisse
Dieser Artikel behandelt das Musikjahr 1625.

## Ereignisse

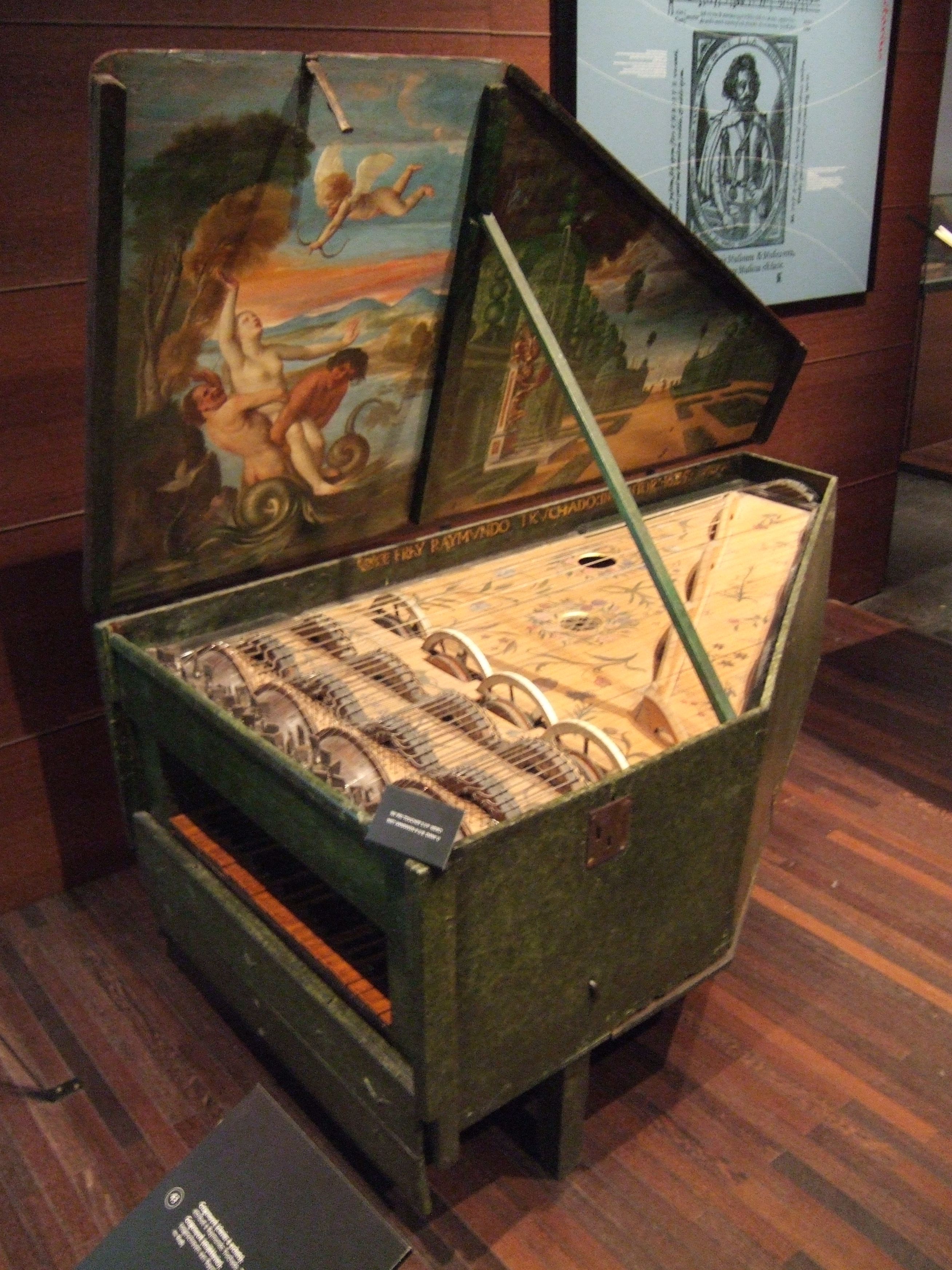
Geigenwerk von Raymundo Truchado, 1625

- 02. Februar: In der Villa Medici Poggio Imperiale in Florenz erfolgt die Uraufführung der Oper La liberazione di Ruggiero dall’isola d’Alcina (Die Befreiung Ruggieros von der Insel Alcinas) von Francesca Caccini mit einem Libretto von Ferdinando Saracinelli nach eine Episode aus Ludovico Ariostos Versepos Orlando furioso. Das Werk gilt als die älteste von einer Frau komponierte Oper.
- 26. Februar: Christian Erbach wird als Nachfolger von Erasmus Mayr zum Augsburger Domorganisten ernannt. Den Dienst an der Stiftskirche St. Moritz gibt er auf; am Dom kommt es mehrfach zur Zusammenarbeit mit Gregor Aichinger.
- 1624/1625: In Bologna wird die Accademia dei Filomusi gegründet.
- Cornelis Verdonck stirbt 62-jährig im Juli 1625 in Antwerpen; hier wird ihm auch von seinen Dienstherren ein Grabmal gestiftet.
- John Danyel wird nach dem Studium in Oxford an den englischen Hof berufen und ist von 1625 bis zu seinem Ableben Kammerlautenist und -sänger des Königs.
- Richard Dering, der zuvor in Italien und am Kloster der Englischen Benediktinerinnen in Brüssel gewirkt hatte, kehrt in seine Heimat England zurück.
- Jacques Gaultier wird unter Karl I. Hofmusiker.
- Thomas Tomkins muss – nach dem plötzlichen und vorzeitigen Tod von Orlando Gibbons 1625 – allein für die Musik zu den Feierlichkeiten anlässlich des Begräbnisses von Jakob I. und zur Krönung von Karl I. im Februar 1626 sorgen.

## Instrumental- und Vokalmusik (Auswahl)

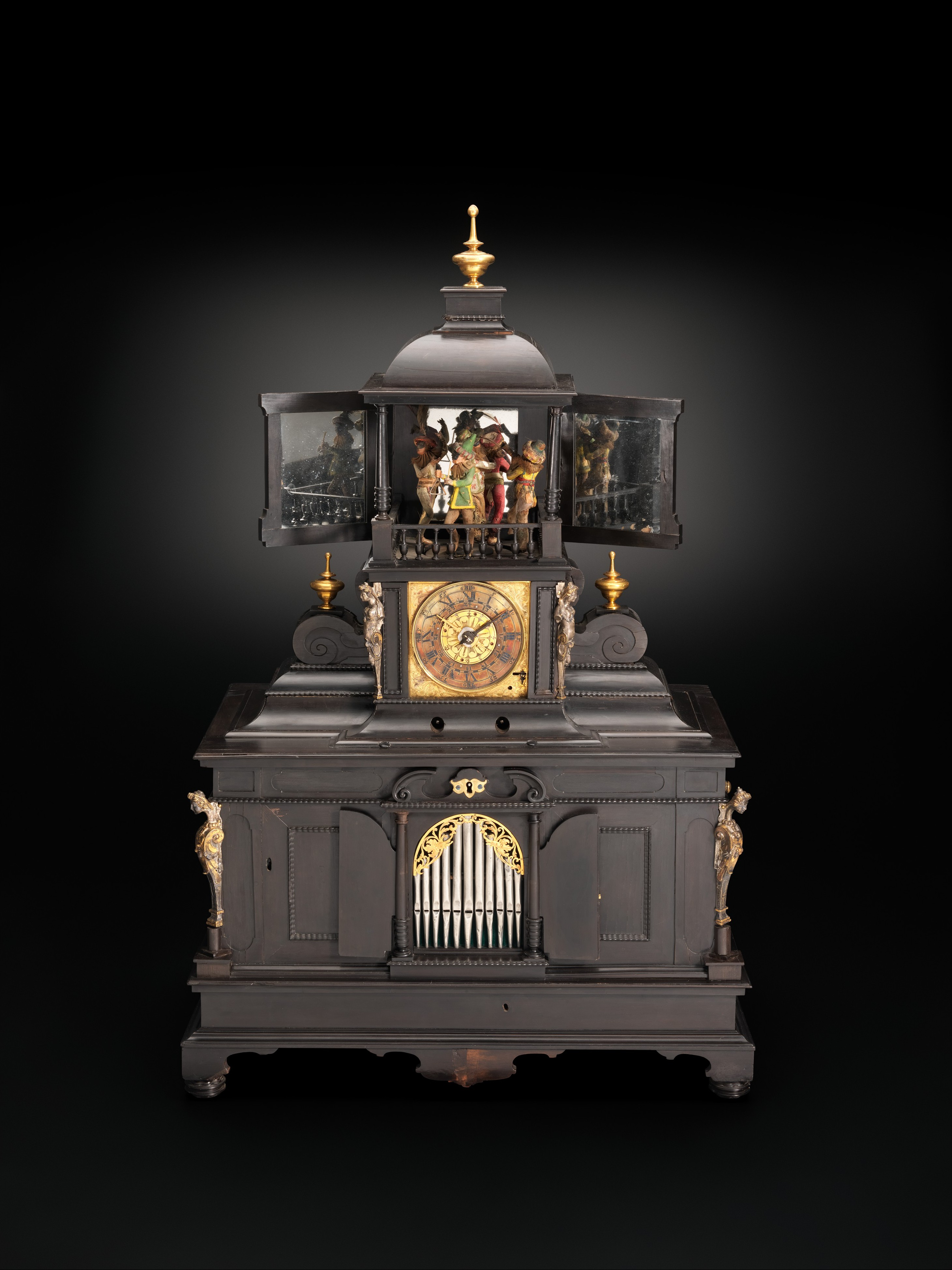
Deutsche Spieluhr mit Spinett und Orgel von Veit Langenbucher, 1625

- Agostino Agazzari – Eucharisticum melos..., op. 20, Rom: Luca Antonio Soldi
- Adriano Banchieri
  - La sampogna musicale, Bologna: Girolamo Mascheroni
  - Il principiante fanciullo zu zwei Stimmen, op. 46, Venedig: Bartolomeo Magni für Gardano
- Manuel Cardoso – erstes Buch der Messen zu vier, fünf und sechs Stimmen, Lissabon: Pedro Craesbeck
- Melchior Franck
  - Newes Musicalisches Opusculum zu fünf Stimmen, Coburg: Johann Forckel für Salomon Gruner (Sammlung von Präludien)
  - Gratulatio Musica zu sechs Stimmen, Coburg: Johann Forckel (Hochzeitsmotette für den Juristen Johann Bechstedt)
  - Geistliche Vermählung des Herrn Christi mit einer glaubigen Seel aus dem schönen Spruch Hoseæ 2 zu sechs Stimmen, Coburg: Johann Forckel (Hochzeitsmotette)
- Alessandro Grandi – O quam tu pulchra es, a concertato motet
- Sigismondo d’India – S. Eustachio dramma sacro, Rom
- Carlo Milanuzzi – zweites Buch der Sacra cetra concertata con affetti ecclesiastici zu zwei bis fünf Stimmen mit Orgelbegleitung, op. 13, Venedig: Alessandro Vincenti
- Pietro Pace – elftes Buch der Motetten, op. 25, Rom: Giovanni Battista Robletti (posthum herausgegeben durch seinen Sohn Benedetto Pace)
- Giovanni Picchi – 19 Canzoni da sonar con ogni sorte d’instrumenti a due, tre, quattro, sei, & otto voci, Venedig: Alessandro Vincenti
- Hieronymus Praetorius – Cantiones novae officiosae zu fünf, sechs, sieben, acht, zehn und fünfzehn Stimmen, op. 5, Hamburg: Michael Hering
- Daniel Selichius – Opus novum, Geistlicher Lateinisch und Teudscher Concerten und Psalmen Davidts, mit 2.3.4.5.6.7.8.9.10.11.12. &c. Stimmen, Nebenst dem Basso Continuo vor die Orgel, Lauten, Chitaron, etc. Also, dass dieselbe nicht allein in Fürstl. Capellen, sondern auch in andern wolbestalten Stadt Kirchen nach beliebung füglich können gebraucht und Musiciret werden, Hamburg: Michael Hering Buchführer (Neudruck 1625, Erstdruck Wolfenbüttel: Holwein, 1624)

## Musiktheater

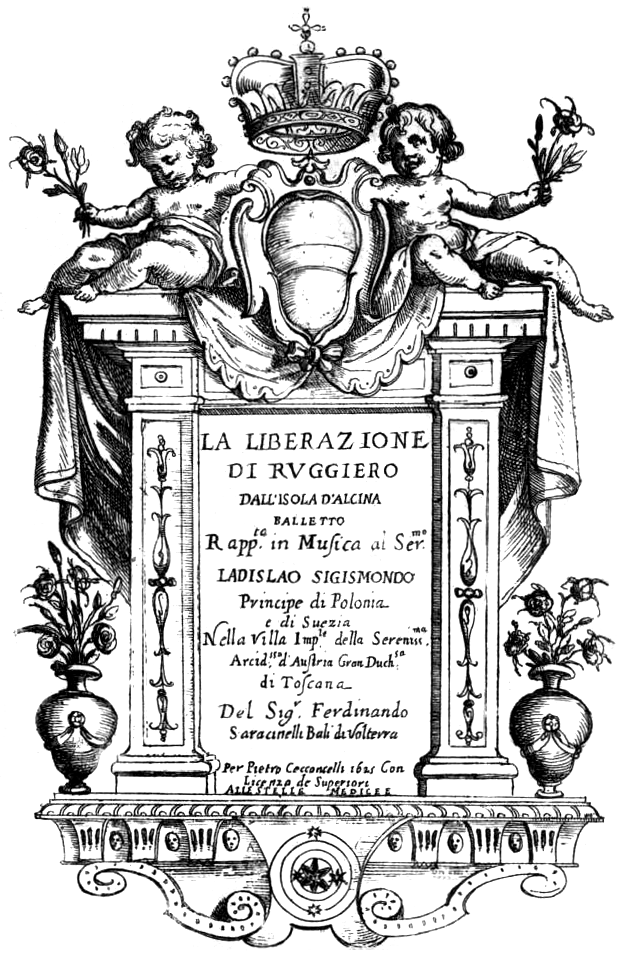
Francesca Caccini – La liberazione di Ruggiero dall’isola d’Alcina: Titelseite des Librettos, 1625

- Francesca Caccini – La liberazione di Ruggiero dall’isola d’Alcina

## Geboren
- 30. September: Christoph Donat, sächsischer Orgelbauer († 1706)
- 24. Dezember: Johann Rudolph Ahle, deutscher Komponist, Organist, Dichter, evangelischer Kirchenmusiker († 1673)
- 20. Dezember (getauft): Johann von Herold, deutscher Glockengießer († 1656)
- 28. Dezember: Johann Christoph Arnschwanger, deutscher Kirchenliederdichter († 1696)

## Gestorben

### Todesdatum gesichert
- 07. Januar: Ruggiero Giovannelli, italienischer Sänger, Kapellmeister und Komponist (* um 1565)
- 21. Januar: Christoph Neander, Kreuzkantor in Dresden (* 1589)
- 27. Januar: Adriaen Valéry, niederländischer Dichter und Sammler von Geusenliedern (* um 1570 oder 1575)
- 05. Juni: Orlando Gibbons, englischer Komponist (* 1583)
- 05. Juli: Cornelis Verdonck, franko-flämischer Sänger und Komponist (* 1563)
- 19. Juli: Samuel Besler, deutsch-polnischer Komponist (* 1574)
- 01. Oktober: Hendrik Speuy, niederländischer Organist und Komponist (* um 1575)
- 03. November: Adam Gumpelzhaimer, deutscher Komponist, Musiklehrer und -theoretiker (* 1559)

### Genaues Todesdatum unbekannt
- Pietro Cerone, italienischer Musiktheoretiker und Sänger (* 1566)
- Johann Kämpff, deutscher Kirchenlieddichter (* unbekannt)
- Giovanni Gualberto Magli, italienischer Opernsänger (Kastrat) (* vor 1607)
- Bernhard Schmid, deutscher Komponist und Organist (* 1567)
- Muthu Thandavar, indischer Komponist karnatischer Musik (* 1525)

### Gestorben um 1625
- Jean-Baptiste Besard, französischer Jurist, Lautenist und Komponist (* um 1567)
- Joannes Tollius, franko-flämischer Komponist, Sänger und Kapellmeister (* um 1550)

### Gestorben nach 1625
- Jacob Hein, deutscher Organist, Orgelbauer und Schulmeister (* um 1580)
- Paul Peuerl, österreichischer Komponist und Orgelbauer (* 1570)
- Matthieu Reimann, deutscher Lautenist, Komponist und Jurist (* 1565)